# Copa de Naciones de la FFA
La Copa de Naciones es un torneo amistoso de fútbol femenino entre selecciones al que se accede por invitación. Está organizada por Football Australia y se celebra a principios de año en Australia. La edición inaugural de 2019 fue disputada por Australia, Argentina, Corea del Sur y Nueva Zelanda.

## Ediciones
| Año          | Campeón   | Segundo lugar | Tercer lugar    | Cuarto lugar |
| ------------ | --------- | ------------- | --------------- | ------------ |
| 2019 Detalle | Australia | Corea del Sur | Nueva Zelanda   | Argentina    |
| 2023 Detalle | Australia | España        | República Checa | Jamaica      |

## Estadística general
Actualizado al término de la edición 2023.
| Posición | Equipo          | Part. | PJ | PG | PE | PP | GF | GC | Dif | Pts |
| -------- | --------------- | ----- | -- | -- | -- | -- | -- | -- | --- | --- |
| 1        | Australia       | 2     | 6  | 6  | 0  | 0  | 19 | 3  | +16 | 18  |
| 2        | España          | 1     | 3  | 2  | 0  | 1  | 8  | 3  | +5  | 6   |
| 3        | Corea del Sur   | 1     | 3  | 2  | 0  | 1  | 8  | 4  | +4  | 6   |
| 4        | Nueva Zelanda   | 1     | 3  | 1  | 0  | 2  | 2  | 4  | −2  | 3   |
| 5        | República Checa | 1     | 3  | 1  | 0  | 2  | 3  | 9  | −6  | 3   |
| 6        | Jamaica         | 1     | 3  | 0  | 0  | 3  | 2  | 9  | −7  | 0   |
| 7        | Argentina       | 1     | 3  | 0  | 0  | 3  | 0  | 10 | −10 | 0   |